# Mario Pineida
Mario Alberto Pineida Martínez (ur. 6 lipca 1992 w Santo Domingo) – ekwadorski piłkarz występujący na pozycji lewego obrońcy, reprezentant Ekwadoru, od 2023 roku zawodnik Barcelony SC.

## Kariera klubowa
Pineida jako nastolatek występował w drużynach juniorskich lokalnych amatorskich klubów – kolejno Deportivo Saquisilí, CSCD Brasilia i krótko w trzecioligowym Panamá SC. Pierwszy profesjonalny kontrakt podpisał w lutym 2010 z ówczesnym absolutnym beniaminkiem najwyższej klasy rozgrywkowej – Independiente del Valle z siedzibą w Sangolquí. W jej barwach za kadencji szkoleniowca Janio Pinto zadebiutował w ekwadorskiej Serie A, 6 lutego 2010 w wygranym 1:0 spotkaniu z Mantą. Mimo młodego wieku od razu wywalczył sobie pewne miejsce w wyjściowym składzie, premierowego gola w lidze zdobywając 11 listopada 2012 w wygranej 2:0 konfrontacji z Emelekiem. W sezonie 2013 zdobył z Independiente tytuł wicemistrza Ekwadoru jako kluczowy piłkarz ekipy prowadzonej przez Pablo Repetto. Podczas rozgrywek 2015 został natomiast wybrany w oficjalnym plebiscycie do najlepszej jedenastki sezonu. Ogółem barwy tego klubu reprezentował przez sześć lat, notując 194 występy we wszystkich rozgrywkach.
W lutym 2016 Pineida został graczem krajowego giganta – klubu Barcelona SC z miasta Guayaquil. Już w sezonie 2016, mając niepodważalną pozycję na lewej stronie defensywy, zdobył z drużyną Guillermo Almady mistrzostwo Ekwadoru i drugi raz z rzędu znalazł się w najlepszej jedenastce ligi.

## Kariera reprezentacyjna
W kwietniu 2009 Pineida został powołany przez Javiera Rodrígueza do reprezentacji Ekwadoru U-17 na Mistrzostwa Ameryki Południowej U-17. Na chilijskich boiskach pełnił rolę podstawowego defensora swojej ekipy – rozegrał wszystkie siedem możliwych spotkań od pierwszej do ostatniej minuty, a Ekwadorczycy zajęli czwarte miejsce w turnieju, niepremiowane awansem na Mistrzostwa Świata U-17 w Nigerii.
W styczniu 2011 Pineida znalazł się w ogłoszonym przez Sixto Vizuete składzie reprezentacji Ekwadoru U-20 na Mistrzostwa Ameryki Południowej U-20. Tam rozegrał osiem z dziewięciu możliwych meczów (wszystkie w pełnym wymiarze czasowym), zaś jego kadra zanotowała na turnieju rozgrywanym w Peru najlepszy od szesnastu lat wynik, plasując się na czwartej lokacie. Sześć miesięcy później wziął udział w Mistrzostwach Świata U-20 w Kolumbii, gdzie niezmiennie miał pewną pozycję w wyjściowej jedenastce i od pierwszej do ostatniej minuty wystąpił we wszystkich czterech meczach. Młodzi Ekwadorczycy odpadli natomiast z młodzieżowego mundialu w 1/8 finału, minimalnie ulegając Francji (0:1).
W seniorskiej reprezentacji Ekwadoru Pineida zadebiutował za kadencji tymczasowego selekcjonera Sixto Vizuete, 10 października 2014 w zremisowanym 1:1 meczu towarzyskim z USA. Kilka miesięcy później został powołany przez Gustavo Quinterosa na rozgrywany w Chile turniej Copa América, gdzie pełnił jednak na pozycji lewego obrońcy wyłącznie rolę rezerwowego dla kapitana ekipy, doświadczonego Waltera Ayovíego i nie zanotował żadnego występu. Jego kadra odpadła natomiast z rozgrywek już w fazie grupowej.